# Tamara Lazakovich
Tamara Lazakovich, em russo: Тамара Лазакович (Gusev, 11 de março de 1954 - Vitebsk, 1 de novembro de 1992) foi uma ginasta russa que competiu em provas de ginástica artística pela extinta União Soviética.
Tamara fez parte da equipe soviética que disputou os Jogos Olímpicos de Munique, em 1972, Alemanha; conquistando quatro medalhas, sendo uma de ouro.

## Carreira
Lazakovich fez sua estreia em competições aos quatorze anos, disputando o Jr. Friendship Tournament. Nele, conquistou a medalha de ouro por equipes e na trave; e a prata nas barras assimétricas, no geral e no solo. Na edição seguinte, em 1969, conquistou quatro medalhas de ouro e a quarta colocação no salto. No ano posterior, competindo pela categoria sênior, fora campeã da Copa Chunichi e tri-medalhista no Dinamo Championships. No Campeonato Nacional Soviético, foi ouro na trave e bronze no concurso geral. Ainda em 1970, no Campeonato Mundial de Liubliana, foi ouro na prova coletiva, e 21ª ginasta ranqueada no individual geral.
Em 1971, no Europeu de Minsk, Tamara conquistou um total de cinco medalhas; ouro no concurso geral,- empatada com Ludmilla Tourischeva, nas barras e na trave; prata no solo e salto, ambas provas superada novamente por Tourischeva. No Nacional Soviético, foi ouro no geral e nas barras, e bronze no solo e na trave.
No ano posterior, em sua primeira aparição olímpica, nos Jogos Olímpicos de Munique, ao lado de Ludmilla Tourischeva, Lyubov Burda, Antonina Koshell, Olga Korbut e Elvira Saadi, superou a equipe alemã e húngara, e conquistou a medalha de ouro na disputa coletiva. No concurso geral, foi medalhista de bronze, superada pela alemã Karin Janz, e por Tourischeva, prata e ouro, respectivamente. Na trave, conquistou a segunda melhor nota, superada compatriota Korbut. Nos exercícios de solo, foi terceira colocada; Korbut terminou com a prata, e Tourischeva com o ouro. Como último desafio, deu-se o desafio União Soviética vs Noruega, conquistando o ouro por equipes e no individual geral.
Contudo, problemas com a bebida a fizeram afastar-se do esporte por definitivo, assim como ocorreu com sua compatriota Zinaida Voronina. Em seus apenas quatro anos de carreira, tornou-se campeã nacional, europeia, mundial e olímpica. Por decorrência do alcoolismo, foi presa, e morreu em Vitebsk, em novembro de 1992, aos 38 anos de idade.

## Principais resultados
| Ano  | Evento                                    | AA                | Equipe          | Salto sobre o cavalo | Trave             | Barras assimétricas | Solo              |
| ---- | ----------------------------------------- | ----------------- | --------------- | -------------------- | ----------------- | ------------------- | ----------------- |
| 1968 | Jr. Friendship Tournament                 | Medalha de prata  | Medalha de ouro |                      | Medalha de ouro   | Medalha de prata    | Medalha de prata  |
| 1969 | Jr. Friendship Tournament                 | Medalha de ouro   | Medalha de ouro | 4º                   | Medalha de ouro   | Medalha de ouro     |                   |
| 1970 | Copa Chunichi                             | Medalha de ouro   |                 |                      |                   |                     |                   |
| 1970 | Campeonato Nacional Soviético             | Medalha de bronze |                 | 4º                   | Medalha de ouro   |                     | 4º                |
| 1970 | Campeonato Mundial de Ginástica Artística | 21º               | Medalha de ouro |                      |                   |                     |                   |
| 1971 | Campeonato Europeu                        | Medalha de ouro   |                 | Medalha de prata     | Medalha de ouro   | Medalha de ouro     | Medalha de prata  |
| 1971 | Campeonato Nacional Soviético             | Medalha de ouro   |                 | 4º                   | Medalha de bronze | Medalha de ouro     | Medalha de bronze |
| 1972 | Jogos Olímpicos                           | Medalha de bronze | Medalha de ouro | 6º                   | Medalha de prata  |                     | Medalha de bronze |
| 1972 | União Soviética vs Noruega                | Medalha de ouro   | Medalha de ouro |                      |                   |                     |                   |